# Шпюлер, Вилли
Ви́лли Шпю́лер (нем. Willy Spühler; 31 января 1902, Цюрих — 31 мая 1990, там же) — швейцарский политик, президент.

## Биография
Вилли Шпюлер родился в рабочем пригороде Цюриха Ауссерзиле. Его отец был судьёй. После окончания средней школы в Цюрихе он изучал экономику и социологию в университетах Цюриха и Парижа. В 1925 году в Университете Цюриха получил степень доктора философии. В 1928 году он был избран в городской совет Цюриха. С 1931 по 1934 год работал в Статистическом управлении Цюриха, а с 1935 по 1942 год был начальником городской службы занятости.
В федеральной политике Шпюлер стал участвовать с 1938 года, когда он был избран в Национальный совет, а с 1955 года в Совет кантонов. Он считался специалистом в социальной, экономической и финансовой политике. В Федеральный совет Шпюлер был избран 17 декабря 1959 года.
- 17 декабря 1959 — 31 января 1970 — член Федерального совета Швейцарии.
- 1 января 1960 — 31 декабря 1962 — начальник департамента (министр) почт и путей сообщения.
- 1 января 1963 — 31 декабря 1965 — начальник департамента транспорта, коммуникаций и энергетики.
- 4 января 1966 — 31 января 1970 — начальник политического департамента.
- 1962, 1967 — вице-президент Швейцарии.
- 1963, 1968 — президент Швейцарии.